# Алабаш
Алабаш (Brassica oleracea var. gongylodes) – двугодишно зеленчуково растение от семейство Кръстоцветни. Отглежда се в северните райони на Европа, както и в България. За храна се използва грудката, което е дебело, закръглено, със зелен или виолетов цвят и е богато на витамини, целулоза, фруктоза и сяра. Формата на грудката може да бъде сферична, плоскокръгла или овална, цветът на кората е белезникав, бяло-зелен до ярко зелен, червеникав или лилав. В зависимост от сорта диаметърът е между 5 и 20 см, дори и повече. В зависимост от сорта и предназначението, теглото е между 100 г и над 8 кг на клубен. Индивидуалните стойности могат да бъдат значително по-високи. 
Употреба: 
Може да се яде сурово, варено или консервирано. Младите грудки се обелват и нарязват на филийки или парчета и се варят или задушават - като гарнитура, пюре, в яхнии и супи, за плънки и гювечи. Младите листа могат да се използват като другите листни зеленчуци. В някои части на Франция клубените се нарязват и консервират като кисело зеле. Колрабито е подходящо и като сурова храна.
Произход:
Произхода на колраби е неясен. Често споменавани области на възможно опитомяване са Средиземноморието и Централна Азия. Времето на създаване също е неясно. Има само надеждни свидетелства от Европа през 16 век. Има ясно разпознаваеми рисунки в билкови книги от този период. Първите споменавания на плоски кръгли грудки датират от 18 век. Колрабито става особено широко разпространено в немскоезичните страни през 19 век. Често се смята за типично немски зеленчук, така че немското име е прието в няколко други езика, като английски, руски, корейски и японски.

## Хранителен състав
| Данни за:                | 100 g  |
| ------------------------ | ------ |
| Калории                  | 27     |
| Калории от мазнини       | 1      |
| Общо мазнини             | 0,1 g  |
| • Наситени мазнини       | 0,01 g |
| • Полиненаситени мазнини | 0,05 g |
| • Мононенаситени мазнини | 0,01 g |
| Холестерол               | 0 g    |
| Натрий                   | 20 mg  |
| Калий                    | 350 mg |
| Общо въглехидрати        | 6,2 g  |
| • Фибри                  | 3,6 g  |
| • Захари                 | 2,6 g  |
| Белтъчини                | 1,7 g  |
| Вода                     | 91 g   |
| Витамин A                | 36 IU  |
| Витамин C                | 62 mg  |
| Калций                   | 24 mg  |
| Фосфор                   | 46 mg  |
| Магнезий                 | 19 mg  |
| Селен                    | 1 mg   |

Източник: www.usda.gov